# Concatedral de Nuestra Señora de la Asunción (Baracoa)
La Concatedral de Nuestra Señora de la Asunción o simplemente Catedral de Baracoa es el nombre que recibe un edificio religioso afiliado a la Iglesia católica que se encuentra ubicado en la localidad de Baracoa en la isla y nación caribeña de Cuba.
El templo actual tiene sus orígenes en la iglesia construida en 1807 durante la colonización española de Cuba, sufrió daños parciales en 1833 y fue renovada casi totalmente en 1886. El pórtico se terminó en 1905. A principios del siglo XXI la iglesia tenía un considerable deterioro, pero fue renovada y restaurada nuevamente en trabajos que finalizaron en 2012.
Sigue el rito romano o latino y junto con la Catedral Santa Catalina de Ricci en Guantánamo es la iglesia principal de la diócesis de Guantánamo–Baracoa (Dioecesis Guantanamensis-Baracoensis) creada por el papa Juan Pablo II en 1998.

## Véase también

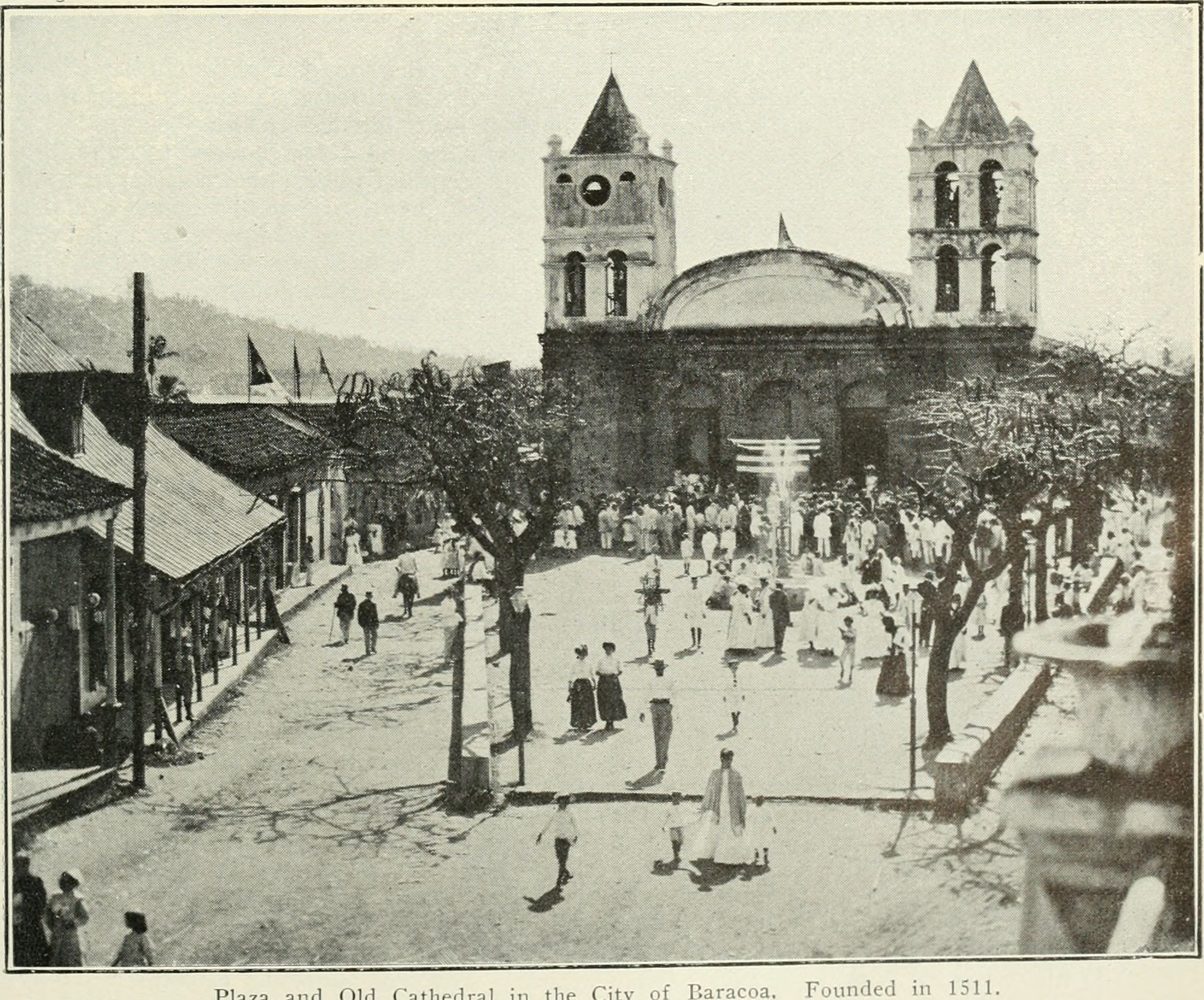
Vista de la catedral en 1911